# Acropogon austrocaledonicus
Acropogon austrocaledonicus là một loài thực vật có hoa trong họ Cẩm quỳ. Loài này được (Hook.) Morat mô tả khoa học đầu tiên năm 1986.